# Saint-Ouen-en-Belin
Pour les articles homonymes, voir Saint-Ouen.
Saint-Ouen-en-Belin est une commune française, située dans la troisième circonscription du département de la Sarthe en région Pays de la Loire, peuplée de 1 325 habitants.
La commune fait partie de la province historique du Maine, et se situe dans le Haut-Maine (Maine blanc).

## Géographie

### Communes limitrophes
|               | Saint-Gervais-en-Belin, Laigné-en-Belin |                              |
| Yvré-le-Pôlin | Saint-Ouen-en-Belin                     | Écommoy, Saint-Biez-en-Belin |
|               | Château-l'Hermitage                     |                              |

### Climat
Pour des articles plus généraux, voir Climat des Pays de la Loire et Climat de la Sarthe.
En 2010, le climat de la commune est de type climat océanique dégradé des plaines du Centre et du Nord, selon une étude du CNRS s'appuyant sur une série de données couvrant la période 1971-2000. En 2020, Météo-France publie une typologie des climats de la France métropolitaine dans laquelle la commune est exposée à un climat océanique et est dans la région climatique  Moyenne vallée de la Loire, caractérisée par une bonne insolation (1 850 h/an) et un été peu pluvieux. 
Pour la période 1971-2000, la température annuelle moyenne est de 11,4 °C, avec une amplitude thermique annuelle de 14,3 °C. Le cumul annuel moyen de précipitations est de 678 mm, avec 11,5 jours de précipitations en janvier et 6,8 jours en juillet. Pour la période 1991-2020, la température moyenne annuelle observée sur la station météorologique de Météo-France la plus proche, sur la commune de Luché-Pringé à 18 km à vol d'oiseau, est de 12,4 °C et le cumul annuel moyen de précipitations est de 658,2 mm,. Pour l'avenir, les paramètres climatiques de la commune estimés pour 2050 selon différents scénarios d'émission de gaz à effet de serre sont consultables sur un site dédié publié par Météo-France en novembre 2022.

## Urbanisme

### Typologie
Au 1er janvier 2024, Saint-Ouen-en-Belin est catégorisée commune rurale à habitat dispersé, selon la nouvelle grille communale de densité à sept niveaux définie par l'Insee en 2022.
Elle est située hors unité urbaine. Par ailleurs la commune fait partie de l'aire d'attraction du Mans, dont elle est une commune de la couronne,. Cette aire, qui regroupe 144 communes, est catégorisée dans les aires de 200 000 à moins de 700 000 habitants,.

### Occupation des sols
L'occupation des sols de la commune, telle qu'elle ressort de la base de données européenne d’occupation biophysique des sols Corine Land Cover (CLC), est marquée par l'importance des territoires agricoles (75,8 % en 2018), en diminution par rapport à 1990 (80,9 %). La répartition détaillée en 2018 est la suivante : 
zones agricoles hétérogènes (45,7 %), prairies (24,4 %), forêts (17,9 %), zones urbanisées (6,3 %), terres arables (5,8 %). L'évolution de l’occupation des sols de la commune et de ses infrastructures peut être observée sur les différentes représentations cartographiques du territoire : la carte de Cassini (XVIIIe siècle), la carte d'état-major (1820-1866) et les cartes ou photos aériennes de l'IGN pour la période actuelle (1950 à aujourd'hui).

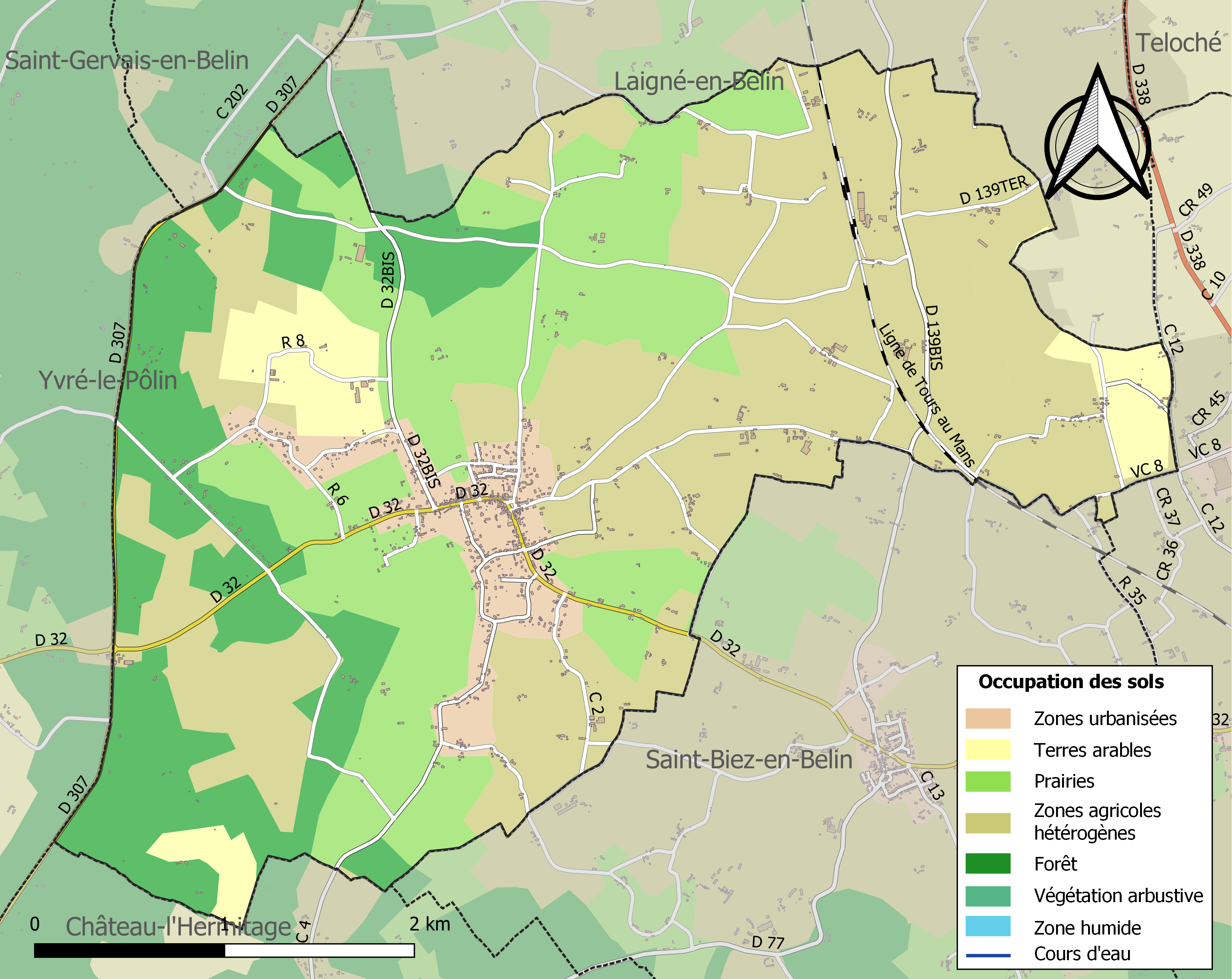
Carte des infrastructures et de l'occupation des sols de la commune en 2018 (CLC).

## Toponymie
Le nom de la localité est attesté sous les formes ecclesia Sancti Audoeni in Belino avant 1047, Saint Oain en 1284.
Le suffixe Belin évoque l'appartenance de la commune au territoire du Belinois.
Le gentilé est Audonien.

## Politique et administration
| Période                                  | Période  | Identité         | Étiquette | Qualité                                             |
| ---------------------------------------- | -------- | ---------------- | --------- | --------------------------------------------------- |
| avant 1981                               |          | Jean Fromont     | DVG       | Suppléant du député Guy-Michel Chauveau (1988-1993) |
| 1995                                     | mai 2020 | Olivier Pannier  | SE        | Cadre SNCF                                          |
| mai 2020                                 | En cours | Florence Février | SE        | Secrétaire générale de mairie                       |
| Les données manquantes sont à compléter. |          |                  |           |                                                     |

## Démographie
L'évolution du nombre d'habitants est connue à travers les recensements de la population effectués dans la commune depuis 1793. Pour les communes de moins de 10 000 habitants, une enquête de recensement portant sur toute la population est réalisée tous les cinq ans, les populations de référence des années intermédiaires étant quant à elles estimées par interpolation ou extrapolation. Pour la commune, le premier recensement exhaustif entrant dans le cadre du nouveau dispositif a été réalisé en 2004.
En 2022, la commune comptait 1 325 habitants, en évolution de +2,55 % par rapport à 2016 (Sarthe : −0,25 %, France hors Mayotte : +2,11 %).
| 1793 | 1800 | 1806 | 1821 | 1831 | 1836  | 1841  | 1846  | 1851  |
| ---- | ---- | ---- | ---- | ---- | ----- | ----- | ----- | ----- |
| 821  | 867  | 846  | 953  | 955  | 1 102 | 1 045 | 1 100 | 1 102 |

| 1856  | 1861  | 1866  | 1872  | 1876  | 1881  | 1886  | 1891  | 1896  |
| ----- | ----- | ----- | ----- | ----- | ----- | ----- | ----- | ----- |
| 1 124 | 1 116 | 1 124 | 1 061 | 1 099 | 1 054 | 1 096 | 1 073 | 1 101 |

| 1901  | 1906  | 1911  | 1921 | 1926 | 1931 | 1936 | 1946 | 1954 |
| ----- | ----- | ----- | ---- | ---- | ---- | ---- | ---- | ---- |
| 1 096 | 1 074 | 1 002 | 883  | 844  | 791  | 748  | 780  | 787  |

| 1962 | 1968 | 1975 | 1982 | 1990 | 1999  | 2004  | 2006  | 2009  |
| ---- | ---- | ---- | ---- | ---- | ----- | ----- | ----- | ----- |
| 785  | 760  | 879  | 785  | 898  | 1 050 | 1 229 | 1 249 | 1 324 |

| 2014  | 2019  | 2022  | - | - | - | - | - | - |
| ----- | ----- | ----- | - | - | - | - | - | - |
| 1 304 | 1 322 | 1 325 | - | - | - | - | - | - |

## Culture locale et patrimoine

### Lieux et monuments

#### Église Saint-Ouen
Église néo-romane reconstruite en 1901, après l'incendie de la précédente causé par la foudre le 7 juillet 1896. Cette nouvelle église conserve les cendres et la plaque funéraire des seigneurs de Belin, Adrien d'Averton († 1329) et de son épouse Isabeau de Brainville (†1344). La plaque funéraire est toujours visible dans le chœur de l'église et classée monument historique au titre d'objet. Cette plaque existe encore aujourd'hui grâce à l'ordonnance de Mgr Louis-André de Grimaldi des princes de Monaco, évêque du Mans le 30 janvier 1768.
Une des rares églises de la région à posséder toutes ses fenêtres illustrées de vitraux ; quand vient le soleil couchant, c'est un feu d'artifice qui enflamme les pierres blanches de sa construction.
Ses 28 fenêtres, d'après l'estimation de Vitrailfrance, l'atelier manceau de restauration, sont une dernière réalisation de l'atelier du XIXe siècle de la fabrique du carmel du Mans qui continua sous la direction d'Eugène Hucher et de son fils Ferdinand.
Église consacrée le 7 septembre 1901 par Mgr Marie-Prosper Bonfils, évêque du Mans. Étaient présents MM Geslin et Lefebvre,  vicaires généraux ; chanoine Nail, curé ; M. Jamin, maire ; M. Bruneau, président de la fabrique ; M. Bellanger, chanoine aumônier du lycée ; M. Klébert, doyen ; M. Lelièvre, aumônier de Béthanie ; Vérité, architecte ; des dignitaires ecclésiastiques, des prêtres des environs et de nombreux fidèles.
L'année jubilaire 2000, le 26 novembre, cérémonie anniversaire du centenaire de l'église en présence de Mgr Jacques Faivre, évêque du Mans ; M. Olivier Pannier, maire ; M. Maurice Bedouet, curé de la paroisse ; Mmes, MM les membres de l'EAP « équipe d'animation pastorale » (ex fabrique) ; prêtres et aumôniers du canton d'Écommoy, des responsables des communautés des Frères des Écoles chrétiennes communauté du Rancher Teloché, des sœurs dominicaines de Béthanie Fontenaille, des sœurs d'Évron (maison de retraite d'Écommoy).

#### Autres lieux et monuments
- Manoir de la Poissonnière, XVe siècle, classé au titre des monuments historiques en 1977[23].

### Personnalités liées à la commune
- Fernand Bone (1903-1981), député de la Sarthe, né et mort à Saint-Ouen-en-Belin.

### Activité et manifestations

#### Jumelages
Parrainage avec Stânca (ro), un village de Roumanie dans l'estuaire du Danube.

### Héraldique
| Blason de Saint-Ouen-en-Belin | Blason  | Écartelé: aux 1er et 4e de gueules à six burelles d'argent, aux 2e et 3e parti, au I d'azur à la croix d'or, au II d'argent au lion de gueules. |
| Blason de Saint-Ouen-en-Belin | Détails | |